# Nosopsyllus
Nosopsyllus är ett släkte av loppor. Nosopsyllus ingår i familjen fågelloppor.

## Dottertaxa tillNosopsyllus, i alfabetisk ordning[1]
- Nosopsyllus abramovi
- Nosopsyllus aegaeus
- Nosopsyllus afghanus
- Nosopsyllus alladinis
- Nosopsyllus angorensis
- Nosopsyllus antakyaicus
- Nosopsyllus apicoprominus
- Nosopsyllus aralis
- Nosopsyllus arcotus
- Nosopsyllus argutus
- Nosopsyllus atlantis
- Nosopsyllus baltazardi
- Nosopsyllus barbarus
- Nosopsyllus bunni
- Nosopsyllus ceylonensis
- Nosopsyllus chayuensis
- Nosopsyllus consimilis
- Nosopsyllus durii
- Nosopsyllus elongatus
- Nosopsyllus eremicus
- Nosopsyllus farahae
- Nosopsyllus fasciatus
- Nosopsyllus fidus
- Nosopsyllus garamanticus
- Nosopsyllus geneatus
- Nosopsyllus gerbillophilus
- Nosopsyllus henleyi
- Nosopsyllus incisus
- Nosopsyllus iranus
- Nosopsyllus laeviceps
- Nosopsyllus londiniensis
- Nosopsyllus maurus
- Nosopsyllus medus
- Nosopsyllus mikulini
- Nosopsyllus mokrzeckyi
- Nosopsyllus monstrosus
- Nosopsyllus nicanus
- Nosopsyllus nilgiriensis
- Nosopsyllus oranus
- Nosopsyllus philippovi
- Nosopsyllus pringlei
- Nosopsyllus pumilionis
- Nosopsyllus punensis
- Nosopsyllus punjabensis
- Nosopsyllus sarinus
- Nosopsyllus simla
- Nosopsyllus sinaiensis
- Nosopsyllus sincerus
- Nosopsyllus tamilanus
- Nosopsyllus tersus
- Nosopsyllus turkmenicus
- Nosopsyllus vauceli
- Nosopsyllus vlasovi
- Nosopsyllus wualis
- Nosopsyllus ziarus